# شهلا بهروزی راد
شهلا بهروزی راد (زادهٔ ۱۶ شهریور ۱۳۶۴ در کرمانشاه) عضو تیم ملی قایقرانی معلولین ایران در رشته کایاک است. بهروزی راد اولین قایقران زن ایرانی است که سهمیه حضور در مسابقات پارالمپیک را به‌دست آورده‌است. وی تجربه حضور در مسابقات پارالمپیک ریو ۲۰۱۶ و پارالمپیک توکیو ۲۰۲۰ را در کارنامه کاری خود دارد و در این زمینه رکورد منحصربه‌فردی را به نام خود ثبت کرده‌است. او در پارالمپیک ریو ۲۰۱۶ به مقام نهم رسید و در پارالمپیک توکیو ۲۰۲۰ هم رتبه هفتم را به‌دست‌آورد.
بهروزی راد در مسابقات قهرمانی آسیا تجربه کسب مدال طلا و نقره دارد و همچنین در کارنامه او، کسب مدال نقره مسابقات شبه پارالمپیک هم به چشم می‌خورد. ضمن آنکه در مسابقات جهانی هم وی توانسته به مدال برنز دست پیدا کند.